# Czerniawka (dopływ Płóczki)
Czerniawka (niem. Schwarze Floss) – potok w Sudetach Zachodnich, w zachodniej części Karkonoszy. Lewy dopływ Płóczki.

## Opis
Czerniawka ma źródła na północnych zboczach Łabskiego Szczytu, poniżej Łabskiego Kotła. Powstaje z połączenia kilku drobnych, bezimiennych potoków. Płynie na północ. Po drodze przyjmuje jeszcze kilka niewielkich dopływów. Uchodzi do Płóczki, przed jej ujściem do Szrenickiego Potoku, na wysokości 635 m n.p.m., powyżej Szklarskiej Poręby.

## Zlewnia
Czerniawka wraz z dopływami odwadnia północne stoki Karkonoszy poniżej Łabskiego Szczytu.

## Budowa geologiczna
Płynie po granicie i jego zwietrzelinie.

## Roślinność
Cały obszar zlewni Czerniawki porośnięty jest górnoreglowymie lasami świerkowymi.

## Zagospodarowanie turystyczne
W dolnym biegu Czerniawkę przecina Droga pod Reglami.